# Mursa
Mursa is een geslacht van vlinders van de familie spinneruilen (Erebidae), uit de onderfamilie Herminiinae.

## Soorten
- M. albonotata Bethune-Baker, 1908
- M. diacia Swinhoe, 1905
- M. dinawa Bethune-Baker, 1908
- M. phtisialis Guenée, 1854